# Villanova del Battista
Villanova del Battista är en ort och kommun i provinsen Avellino i regionen Kampanien i Italien. Kommunen hade 1 619 invånare (2017).